# 紫头蜂鸟
紫头蜂鸟（学名：Klais guimeti）是雨燕目蜂鸟科的一种鸟类，是紫头蜂鸟属（学名：Klais）的唯一一种。
紫头蜂鸟体重约2.6克，翼长约48.4毫米，嘴峰长约15.2毫米，喙宽度约1.3毫米，喙厚度约1.4毫米，跗蹠长约5毫米，尾长约28.4毫米。紫头蜂鸟在其分布区内为留鸟，其栖息在密集的高大树木组成的森林中，食性为草食性，主要食物来源是植物的花蜜。

## 亚种
- ：分布于洪都拉斯东部至巴拿马东部。
- ：分布于哥伦比亚和厄瓜多尔的安第斯山脉东坡地区，南至秘鲁北部的沿海山脉和委内瑞拉的安第斯山脉地区。
- ：分布于秘鲁东部至玻利维亚中西部。[4]